# داميان بيرير
داميان بيرير (بالفرنسية: Damien Perrier)‏ هو لاعب غولف فرنسي، ولد في 6 يوليو 1989 في رين في فرنسا.

## وصلات خارجية
- الموقع الرسمي
- داميان بيرير على موقع رابطة أوروبا للاعبي الغولف المحترفين (الإنجليزية)
- داميان بيرير على موقع التصنيف العالمي الرسمي للغولف (الإنجليزية)